# OMNIA 3
OMNIA 3 is een muziekalbum (mini-cd) van de Nederlandse pagan-folkband Omnia, dat in 2003 uitkwam.
Op dit album introduceerde de groep nieuwe instrumenten, waaronder de Keltische harp, bouzouki en slideridoo.

## Nummers
1. Dúlamán
2. Bran
3. Cooley's Mandroby
4. Get the halfling!